# Зурабов, Михаил Юрьевич
Михаи́л Ю́рьевич Зура́бов (род. 3 октября 1953, Ленинград, РСФСР, СССР) — российский государственный деятель и дипломат.
Советник президента Российской Федерации (1998—1999 и 2007—2009). Министр здравоохранения и социального развития Российской Федерации (9 марта 2004 — 12 сентября 2007). Чрезвычайный и полномочный посол Российской Федерации на Украине (5 августа 2009 — 28 июля 2016). Специальный представитель президента Российской Федерации по развитию торгово-экономических отношений с Украиной (19 января 2010 — 4 августа 2016).

## Биография
Родился в Ленинграде. Отец — Юрий Григорьевич Зурабов (род. 1928), высокопоставленный сотрудник Министерства морского флота СССР, разработчик международной космической системы аварийного спасения судов и самолётов «КОСПАС-САРСАТ». Мать — Энгелина Робертовна (род. 1927), доктор биологических наук, учёный-микробиолог.
Образование получил на факультете экономической кибернетики Московского института управления им. С. Орджоникидзе (МИУ). По профессии — экономист-кибернетик. Кандидат наук.
В 1975—1978 годах — инженер-ассистент, преподаватель кафедры экономической кибернетики МИУ.
В 1978—1981 годах — аспирант Всесоюзного научно-исследовательского института системных исследований Государственного комитета СССР по науке и технике.
В 1981—1982 годах — преподаватель Московского монтажного техникума.
В 1982—1983 годах — инженер института «Оргтехстрой» (Москва).
В 1983—1988 годах — старший научный сотрудник, начальник лаборатории Всесоюзного научно-исследовательского и конструкторского института монтажной технологии.
В 1988—1992 годах — заместитель начальника треста «Моспромтехмонтаж». Одновременно до 1993 года председатель совета директоров «Конверсбанка».
В 1992—1998 годах — генеральный директор Московской акционерной страховой компании ЗАО «МАКС», одновременно в 1994—1998 годах был генеральным директором медицинской страховой компании ЗАО «МАКС-М». Находясь на этой должности боролся с рынком фальшивых рецептов на бесплатные лекарства.
С 8 мая 1998 по сентябрь 1998 года — первый заместитель министра здравоохранения РФ. Занимался вопросами использования бюджетных средств, обеспечения трансфертов в регионы, кредитных линий, возглавлял разработку концепции финансирования медицины.
С 28 октября 1998 года — советник президента РФ Б. Н. Ельцина по социальным вопросам.
В 1999—2004 годах — председатель правления Пенсионного фонда Российской Федерации.
С 9 марта 2004 по 24 сентября 2007 года — министр здравоохранения и социального развития Российской Федерации.
В ноябре 2004 года Зурабов провозгласил реформу здравоохранения.
Является одним из организаторов монетизации льгот в 2005 году.
Осенью 2006 года по итогам проверки Счётной палатой Фонда обязательного медицинского страхования (ФОМС), курируемого Зурабовым, Генпрокуратура возбудила уголовные дела и арестовала его руководство, включая председателя ФОМС Таранова. Тот вместе с Зурабовым (и своим первым заместителем в ФОМС Яковлевым) входил в число учредителей компании «МАКС», где в 1994—1998 годах был заместителем Зурабова. По непроверенным данным Зурабов пролоббировал его назначение на пост главы ФОМС в 1998 году.
После ухода из министерства здравоохранения и социального развития Зурабов назначен советником президента Российской Федерации по проблемам реформирования социальной сферы (Указ президента Российской Федерации от 7 октября 2007 года № 1341, но указ о назначении Зурабова не был опубликован в разделе «документы» сайта президента, фамилии Зурабова не было в числе девяти советников президента, упомянутых в справочнике «Структура администрации президента». Информагентства об этом назначении не сообщали. После инаугурации Дмитрия Медведева информация о назначении Михаила Зурабова была размещена на сайте президента России.
25 июня 2009 года Комитет Государственной Думы по делам СНГ и связям с соотечественниками поддержал кандидатуру Михаила Зурабова на пост посла России на Украине. За его кандидатуру проголосовали 7 из 8 членов комитета, 1 депутат высказался против.
Кандидатуру Зурабова поддержал Комитет Совета Федерации по делам СНГ.

11 августа 2009 года президент Российской Федерации Дмитрий Медведев в обращении к Виктору Ющенко заявил: 
…Но в нынешней ситуации мною принято решение не направлять на Украину нашего посла. Он приступит к работе позднее. Конкретные сроки будут определены с учётом реальной динамики наших отношений…
Но уже через два дня — 13 августа, сайт президента России сообщил, что Д. А. Медведев подписал указ президента Российской Федерации о назначении М. Ю. Зурабова на пост посла России на Украине, однако текст самого указа не опубликован. Только 18 августа текст Указа был опубликован на сайте МИД России. В ответ на недоумение журналистов представитель пресс-службы президента России объяснил это тем, что указ о назначении Зурабова подписан ещё 5 августа, то есть до обращения Медведева к Ющенко. Однако журналисты выяснили, что все указы президента России имеют последовательную нумерацию; указ о назначении Зурабова датируется 5 августа и имеет номер 937, хотя, например, указ от 12 августа имеет номер 935. По мнению некоторых журналистов, это означает, что указ был подписан после известного обращения Медведева, но датирован «задним числом» (5 августа), чтобы Медведев в глазах общественности не попал в неловкую ситуацию.
В ходе рабочей встречи 19 января 2010 года президент Российской Федерации Дмитрий Медведев поручил Михаилу Зурабову приступить к исполнению обязанностей чрезвычайного и полномочного посла Российской Федерации на Украине. Глава государства также сообщил о назначении Михаила Зурабова специальным представителем президента Российской Федерации по развитию торгово-экономических отношений с Украиной. 25 января 2010 года Михаил Зурабов прибыл в Киев и вручил копии верительных грамот министру иностранных дел Украины Петру Порошенко, тем самым получив возможность де-факто приступить к исполнению обязанностей Посла России на Украине. Однако сами верительные грамоты Зурабов вручил не Виктору Ющенко, а лишь избранному следующим президентом Виктору Януковичу 2 марта.
С 24 февраля по 7 июня 2014 года был отозван в Москву для консультаций в связи с отстранением украинского президента Януковича.
28 июля 2016 года освобождён от обязанностей чрезвычайного и полномочного посла Российской Федерации на Украине. 4 августа освобождён от должности спецпредставителя по развитию торгово-экономических отношений с Украиной.

## Семья
Брат Александр (род. 1956), финансист и совладелец «Внешпромбанка».
С женой Юлией Анатольевной (род. 1962) имеют двоих детей Анастасию (род. 1984) и Фёдора (род. 1996). В 2006 году усыновили двухлетнего мальчика Антона.
Доход за 2006 год составил 9,2 млн рублей, что в 7,7 раза больше, чем в 2005 году (1,2 млн рублей).

## Дипломатический ранг
- Чрезвычайный и полномочный посол (12 июня 2011)[31]

## Награды
- Орден «За заслуги перед Отечеством» IV степени (3 октября 2003) — за большой вклад в проведение социальной политики государства и многолетнюю добросовестную работу[32]
- Знак отличия «За заслуги перед Самарской областью» (30 сентября 2003) — за значительный вклад в развитие службы пенсионного обеспечения Самарской области и оказание адресной медицинской помощи малоимущим слоям населения[33]
- Медаль «За особый вклад в развитие Кузбасса» I степени[34]

## Критика
По мнению первого заместителя председателя Комитета Госдумы по делам СНГ Константина Затулина «…личные качества Зурабова, его… самоуверенность… не дали возможность послу РФ войти в круг людей, которые могли бы оказывать влияние на Януковича… Покровительственным тоном Зурабов резко выделялся на фоне дипломатов западных стран, которые с удовольствием пользовались его промахами. У украинских элит складывалось ощущение, что Зурабов считал себя не… послом на Украине, но представителем президента РФ в „Украинском федеральном округе“…».